# Pilea costaricensis
Pilea costaricensis là loài thực vật có hoa trong họ Tầm ma. Loài này được Donn. Sm. miêu tả khoa học đầu tiên năm 1895.